# Searsia aucheri
Searsia aucheri är en sumakväxtart som först beskrevs av Pierre Edmond Boissier, och fick sitt nu gällande namn av Moffett. Searsia aucheri ingår i släktet Searsia och familjen sumakväxter. Inga underarter finns listade i Catalogue of Life.